# Нагорный парк (Барнаул)
Нагорный парк — парк в Центральном районе Барнаула, расположен в междуречье Барнаулки и Оби. Площадь — 14 га.
Возвышенное местоположение открывает широкую панораму города и долины реки Оби с Новым мостом.

## Физико-географическая характеристика

### Рельеф
Парк находится в южной части города — на широком и высоком холме у водораздела рек Оби и Барнаулки. Абсолютная высота холма над уровнем моря составляет 175 м, в то время как центр города, граничащий с парком, находится в пределах высот 137—150 м. Отсюда происходит и название парка.
На западе парк выходит к первой надпойменной террасе Барнаулки, а на востоке обрывается крутым берегом в сторону Оби — бровкой уступа Приобского плато. Здесь распространены оползневые процессы, подмыв берега и обвалы.

### Растительность
На территории парка много естественных зелёных массивов из пихты, сибирского кедра, клена и ели, а также культурных насаждений — яблоневая, рябиновая и липовая аллеи, посадки сибирского кедра, голубых елей, сирени, барбариса, манчжурского ореха.

## История

### Нагорное кладбище
Почти сразу после основания Барнаула горнозаводчиком Акинфием Демидовым, в 1741 году, на территории, где позднее расположился парк, планировалось возведение крепости с деревянным кремлём, которая должна была защищать Барнаульский сереброплавильный завод. Однако этот проект не был осуществлён по финансовым причинам, а также из-за отсутствия реальной внешней угрозы.
Вместо крепости 4 октября 1772 года было принято решение об открытии в этом месте Нагорного кладбища. Рядом разместились Татарское и Протестантское кладбища. За полтора века здесь были похоронены многие известные горожане, учёные, общественные деятели, купцы, исследователи Алтая.
Руководители и специалисты горного производства:
- Фролов К. Д. (1726—1800) — горный инженер и гидротехник.
- Чулков В. С. (1746—1807) — начальник Колывано-Воскресенских заводов, основатель камнерезного дела на Алтае.
- Залесов П. М. (1772—1837) — строитель сереброплавильных заводов, изобретатель паровой турбины для откачки воды из шахт.
- Черницын И. И. (1750—1809) — ученик и помощник изобретателя Ивана Ползунова.

Художники:
- Мягков М. И. (1797—1852) — мастер религиозной живописи, академик искусств и портретной живописи.
- Петров В. П. (1770—1810) — ученик основоположника городского русского пейзажа Ф. Н. Алексеева, академик живописи.

Архитекторы:
- Молчанов А. И. (1765—1824) — первый архитектор Барнаула, автор каменного корпуса сереброплавильного завода, горной аптеки, канцелярии, ансамбля Демидовской площади.
- Попов Я. Н. (1802—1863) — ученик К. И. Росси, автор церкви Иоанна Предтечи, дома начальника заводов, ансамбля Демидовской площади.

Учёные и исследователи:
- Шангин П. И. (1748—1816) — медик, специалист по минералогии, член-корреспондент Петербургской академии наук.
- Геблер Ф. А. (1782—1850) — врач, географ, член-корреспондент Петербургской академии наук.
- Гуляев С. И. (1805—1888) — фольклорист, этнограф, изобретатель.
- Гуляев Н. С. (1851—1918) — краевед, архивариус Алтайского горного округа.
- Ядринцев Н. М.[6] (1842—1894) — публицист, исследователь Сибири.
- Гюстав Луи Мария Менье (1827—1862) — французский археолог и путешественник[7].

Общественные и государственные деятели:
- Журин Н. И. (1841—1891) — начальник округа, один из основателей общества попечения о начальном образовании.
- Штильке В. К. (1850—1908) — просветитель, депутат Государственной думы

В 1774 году бывший ученик И. И. Ползунова Иван Черницын составил план храма Иоанна Предтечи, который было решено построить на территории Нагорного кладбища. План почти без изменений повторял облик основного здания бывшей церкви Петра и Павла, только без колокольни.
Первое здание храма было деревянным и имело 3 помещения. Центральное четырёхугольное было покрыто куполом на шестигранном барабане, над которым возвышалась маленькая луковка с крестом; алтарь в восточной части также завершался небольшой луковкой. В 1857 году был освящён новый каменный храм, спроектированный архитектором Я. Н. Поповым. Здание было трёхступенчатым, построенным в классическом стиле. Верхушку завершал остроконечный шпиль.
В 1879 году по решению Барнаульской городской думы кладбище было поделено на 4 разряда. Первый разряд находился около церкви, второй — в центре, третий и четвёртый — на прирезанной местности, при самом въезде в ворота. Четвёртый разряд предназначался для захоронения бедных и плата за отвод мест не бралась. За место в первом разряде платили 4 рубля, во втором — 2 рубля, в третьем — рубль.
До 1920-х годов Иоанно-Предтеченская церковь имела свой приход, но уже в 1927 году храмовый колокол весом в 300 пудов был снят и передан Покровскому кафедральному собору. Перед этим, в 1918 году во время Гражданской войны на кладбище проводились массовые расстрелы сторонников советской власти.
В середине 1930-х годов Нагорное кладбище вместе с храмом было снесено, а могилы уничтожены, за исключением надгробия Ядринцева. Почти сразу же после этого на территории кладбища был создан парк культуры и отдыха.

### ВДНХ
В 1940—1950-е годы Алтайский край принял участие в освоении целинных и залежных земель, а в годы Великой Отечественной войны сюда были эвакуированы десятки промышленных предприятий и научных учреждений. В 1954 году крайком КПСС и крайисполком приняли решение занять площадку парка для организации сельскохозяйственной выставки.
Строительство первых павильонов происходило по проектам архитекторов В. Казаринова, Г. Попкова и В. Баранского. Уже к 1956 году были возведены шестнадцать павильонов, семь помещений для содержания животных и птиц, водоём, служебное помещение, благоустроена территория.
23 октября 1956 года первая краевая сельскохозяйственная выставка открылась для посетителей.
В первые десятилетия работы ВДНХ действовали павильоны, отражающие достижения Алтая в области сельского и лесного хозяйства, промышленности. Позднее были созданы экспозиции по темам строительства, транспорта и связи, пожарной охраны, пищевой промышленности, энергетического и геологоразведочного оборудования, промкооперации и животноводства, химической, лёгкой и лесной промышленности, пчеловодства, народного образования. Некоторые павильоны показывали работу отдельных предприятий и учреждений, например, Алтайского тракторного завода, Алтайского политехнического института им. И. И. Ползунова. Участвовать и быть дипломантом или призёром краевой ВДНХ было престижно, и давало возможность попасть на московскую выставку.
В 1957 году был построен летний кинотеатр, а в 1959 году восстановлен памятник-надгробие известному исследователю Алтая XIX века Ф. А. Геблеру.
С 1958 года выставка стала называться «ВДНХ с широким профилем деятельности». В 1962 году на территории выставки был сооружён животноводческий городок. Для посетителей проводились экскурсии, в летнем кинотеатре демонстрировались художественные и научно-познавательные фильмы, в лектории работали члены общества «Знание». На территории выставки для проживания слушателей имелось общежитие, которое было реорганизовано в гостиницу.
Краевая ВДНХ работала как в «открытом», с июня по сентябрь, так и в «закрытом», с октября по апрель, сезонах.
Обслуживающий персонал выставки состоял из постоянных и сезонных работников самой выставки и работников предприятий и учреждений, откомандированных в закреплённые за ними павильоны. На время подготовительного и открытого сезонов общее число персонала резко возрастало и достигало 125—130 человек.
В 1962 году была проведена выставка дизелей и насосов фирм Чехословакии — «Шкода», «Славия», «Сигма» и других.
В 1960-е годы ВДНХ входила в одну из любимых зон отдыха горожан. Посетителям выставки предоставлялись напрокат велосипеды, педальные катамараны, лодки; работали детские аттракционы, бильярдный зал, игровые автоматы. Популярностью среди посетителей пользовались тематические выставки с показом предприятий бытового обслуживания населения, цветоводства, певчих, декоративных птиц и голубей.
В 1982 году на Алтае побывали кинематографисты Белоруссии, для которых на ВДНХ были организованы творческие встречи со зрителями. В павильоне «Кинотеатр» представляли киносеть края из 104 кинотеатров и 1724 киноустановок.
В 1992 году выставка закрылась, а последующая череда пожаров уничтожила почти все павильоны и строения. Обрушение берега Оби почти на 50 метров привело к исчезновению искусственного водоёма.

## Современное состояние
Часть парка площадью 8 га, где сосредоточены захоронения, с 1993 года объявлена мемориальной зоной. От ВДНХ на тот момент сохранились большие буквы «Барнаул», лестница, спускающаяся к городу, памятник В. И. Ленину и асфальтовые дорожки. На территории парка разместились здания радиогруппы «FM-Продакшн», которая ретранслирует на город и край эфиры двенадцати федеральных развлекательных радиостанций.
Администрация города планировала разместить на территории парка гостиницу, выставочные залы и зону отдыха. По проекту здесь должны были появиться смотровая и вертолётная площадки, а также особая мемориальная зона. 5 июля 2006 года в Нагорном парке состоялась церемония закладки первого камня на месте восстановления Иоанно-Предтеченского храма, однако по состоянию на 2011 год реконструкция территории парка и строительство церкви так и не начались. По мнению бывшего главного архитектора города Сергея Боженко, — «Вся шумиха, поднятая властями и инвесторами вокруг реконструкции парка, — сплошная профанация […] под предлогом благоустройства парка отдельные лица хотят получить в собственность землю, которая дорогого стоит. Есть компетентное мнение, что частному строительству на территории бывшей ВДНХ до сих пор мешало лишь одно — отсутствие коммуникационных сетей в этом районе». По словам одного из экспертов, президента ЗАО «Алтай-Парк» Романа Романова, — «Проблемы с оползневой зоной остались, они никуда не исчезли. На сегодняшний день там нельзя бить фундамент, прокладывать водопровод, потому что любая утечка приведет к обваливанию берега, в том числе и этого массива. Стоимость укрепления того же самого берега будет несоизмеримо больше, чем выгода от не целевого использования данного места. В том виде, который сегодня имеет ВДНХ — как мемориальная зона, видовая площадка — в этой сфере и надо развивать это место».
В октябре 2007 года здесь прошёл граффити-фестиваль «Paint Methods», во время которого участники из Москвы, Нижнего Новгорода, Екатеринбурга, Омска, Сургута, Красноярска, Новосибирска и Барнаула создали в одном из заброшенных павильонов коллективное полотно размером более 120 квадратных метров. В 2009 году на территории парка некоторое время работал кинотеатр под открытым небом «Кинопарковка».
В декабре 2013 года в Нагорном парке началось строительство православного храма, при этом был раскопан большой котлован, в котором обнаружены старинные склепы и кости.
Посещаемость парка в сезон (с мая по октябрь) — около 50 тыс. человек.
В сентябре 2015 года в Нагорном парке, в рамках проекта террасирования склонов Нагорного парка, осуществлён демонтаж лестницы ВДНХ, построенной в 1986 году.

## Объекты историко-культурного наследия

### Памятники федерального значения
- Надгробие на могиле Ядринцева Н. М. — ул. Гвардейская, 1. Первый бюст был отлит из бронзы в 1904 году архитектором К. М. Сибиряковым. В первоначальном виде памятник простоял до 1936 года, после чего был снят, а во время Великой Отечественной войны переплавлен на вкладыши к подшипникам. В 1956 году памятник восстановили из алюминия, покрасив под бронзу. Вскоре после 100-летия со дня смерти Ядринцева бюст его исчез с пьедестала второй раз. Воры приняли алюминий за бронзу и выкорчевали голову из плеч. Третий по счёту бюст был заказан художнице Людмиле Рублёвой к юбилею города, но несмотря на то, что он был выполнен из бетона и лишь покрашен под бронзу, его также похитили неизвестные в июле 2004 года. В данный момент на надгробии установлена чётверая версия бюста Яндринцева[23].

### Прочие памятники
- Мемориальный комплекс на месте массовых расстрелов борцов за власть Советов (1957), архитекторы Д. Б. Баженов, П. Л. Миронов, художник В. Я. Добровольский — ул. Гвардейская, 1;
- Фундамент бывшей Иоанновской церкви (1857);
- Могила Г. Л. Менье (1991);
- Могила В. К. Штильке (1991);
- Памятный камень на месте Иоанно-Предтеченского храма (2006)[17];
- Поклонный крест к ознаменованию 2000-летия Пришествия Иисуса Христа (1999).
- Новый каменный крест в честь праздника Воздвижения Животворящего Креста Господня[24]

### Исторические находки
В 2010 году в Нагорной части Барнаула на улице Тачалова во время ликвидации одной из свалок была обнаружена чугунная табличка с надписью, датированной началом XIX века. Текст на ней гласил: «Мрамор и металл во времени падут. Одни достоинства в ряд с вечностью пойдут. Благодетелю благодарный Ф-в. 1810 г». Есть мнение, что она могла быть установлена на надгробии гидротехника и изобретателя К. Д. Фролова, в десятилетнюю годовщину его смерти, сыном — П. К. Фроловым, начальником Колывано-Воскресенских заводов и томским гражданским губернатором. Находка передана на хранение в музей «Город».